# Kitanmaiksh
Kitanmaiksh (Gitanmaax Band, Gitanmaks, Gitenmaks; =the place where people fished by torchlight), stari grad i divizija Gitksan Indijanaca u blizini mjesta gdje se sastaju rijeke Skeena i Bulkley u kanadskoj provinciji Britanska Kolumbija.
U ranih autora selo je nazivano Get-an-max, Git-an-max, Kit-an-maiksh, Kitināhs, Gyît’-anmā'-kys. Novoizgrađeno naselje je Hazelton koje je 1904. godine imalo 241 stanovnik; 293 (2006.).
Ime Hazelton dao mu je Thomas Hankin 1868. godine zbog mnogih lješnjaka koji su u to vrijeme sazrili. Pleme je dana poznato pod imenom Gitanmaax Band.